# Hodge
Hodge és una població dels Estats Units a l'estat de Louisiana. Segons el cens del 2000 tenia 492 habitants.

## Demografia
Segons el cens del 2000, Hodge tenia 492 habitants, 238 habitatges, i 135 famílies. La densitat de població era de 197,9 habitants/km².
Dels 238 habitatges en un 21,8% hi vivien nens de menys de 18 anys, en un 43,3% hi vivien parelles casades, en un 10,5% dones solteres, i en un 42,9% no eren unitats familiars. En el 41,6% dels habitatges hi vivien persones soles el 21,8% de les quals corresponia a persones de 65 anys o més que vivien soles. El nombre mitjà de persones vivint en cada habitatge era de 2,07 i el nombre mitjà de persones que vivien en cada família era de 2,83.
Per edats la població es repartia de la següent manera: un 20,5% tenia menys de 18 anys, un 6,9% entre 18 i 24, un 27,4% entre 25 i 44, un 23,4% de 45 a 60 i un 21,7% 65 anys o més.
L'edat mediana era de 41 anys. Per cada 100 dones de 18 o més anys hi havia 89,8 homes.
La renda mediana per habitatge era de 22.237 $ i la renda mediana per família de 32.750 $. Els homes tenien una renda mediana de 26.953 $ mentre que les dones 15.893 $. La renda per capita de la població era de 14.192 $. Entorn del 9,9% de les famílies i el 17,9% de la població estaven per davall del llindar de pobresa.

## Poblacions més properes
El següent diagrama mostra les poblacions més properes.